# شیانگشان (تایپه)
شیانگشان (به لاتین: Xiangshan) یک کوه در تایوان است که در Xinyi District واقع شده‌است.